# MTA Regionális Tudományok Bizottság
A Magyar Tudományos Akadémia IX. Gazdaság- és Jogtudományok Osztálya keretében működő Regionális Tudományok Bizottság (RTB) egy bizottság, melyben a regionális tudományok területén működő köztestületi tagok fejtik ki tevékenységüket. A RTB tagjai közreműködnek – az MTA Doktori Szabályzatában meghatározottak szerint – az MTA doktora tudományos cím odaítélésével kapcsolatos tudományos minősítési eljárásban.

## Tagok
Az MTA Regionális Tudományok Bizottságának tagjai a 2021–2023 időszakra:
- Elnök: Varga Attila, az MTA levelező tagja
- Alelnökök: Dusek Tamás, PhD Lengyel Balázs, PhD Lux Gábor, PhD
- Titkár: Sebestyén Tamás, PhD Pécsi Tudományegyetem Közgazdaságtudományi Kar 7622 Pécs, Rákóczi út 80.
- Tagok: 
  - Bajmócy Zoltán, PhD
  - Barta Györgyi, az MTA doktora,
  - Csizmadia Zoltán, PhD
  - Faragó László, az MTA doktora
  - Gál Zoltán, a földtudomány kandidátusa
  - Hardi Tamás, PhD
  - Jakobi Ákos, PhD
  - Káposzta József, a közgazdaság-tudomány kandidátusa
  - Kovács Teréz, az MTA doktora
  - Lengyel Imre, az MTA doktora
  - Nemes Nagy József, az MTA doktora
  - Palánkai Tibor, az MTA rendes tagja
  - Pálné Kovács Ilona, az MTA rendes tagja
  - Rácz Szilárd, PhD
  - Rechnitzer János, a földrajztudomány doktora
  - Sikos T. Tamás, az MTA doktora
  - Szirmai Viktória, a szociológiai tudomány doktora
  - Szlávik János, az MTA doktora
  - Szörényiné Kukorelli Irén, az MTA doktora
- Tanácskozási jogú tag: Benedek József, az MTA külső tagja Forman Balázs György, PhD 
  - Kocziszky György, a közgazdaság-tudomány kandidátusa
  - Lipták Katalin, PhD
  - Tóth Tamás, PhD
  - Vincze Mária Magdolna, az MTA külső tagja